# Paraconsors timberlakei
Paraconsors timberlakei is een vliegensoort uit de familie van de Mythicomyiidae. De wetenschappelijke naam van de soort is voor het eerst geldig gepubliceerd in 1967 door Hall, oorspronkelijk geplaatst in het geslacht Empidideicus.